# Bubry Road
Albums de Stone Age
Totems d'Armorique
(2007)
Bubry Road est le cinquième album du groupe français Stone Age sorti le 4 mars 2022.
Sorti 15 ans après le précédent album de Stone Age, Totems d'Armorique (2007), Bubry Road se distingue de ses prédécesseurs par sa conception qui n'a impliqué que la moitié de l'effectif de Stone Age : Michel Valy (dit "Kervador") et Marc Hazon (dit "Marc de Ponkallec"). Les deux autres membres originels (Dominique Perrier et Jérôme Guéguen) n'ont pas été associés à ce projet.
Musicalement, Bubry Road marque un certain retour de l'électronique dans une formule de folk rock celte proche de celle du précédent album de Stone Age, Totems d'Armorique.

## Liste des titres
1. Bubry Road
2. You Know
3. Maureening ar Rouz
4. Shame to Humanity
5. Anti Age
6. From Gwen to Stone
7. Pleg an Amzer
8. Rozenn an Dro
9. Dansit for Tomorrow
10. Moged
11. Armen Dañs
12. The Kingfisher friend
13. Groës Coët
14. Suite Céleste